# Marrom

Marrom (português brasileiro) ou castanho (português europeu) é uma cor que corresponde à percepção visual de radiações com comprimento de onda entre os 620 e 585 nanómetros. Entre objetos comuns de cor castanha estão as castanhas maduras, os grãos de café torrado, o chocolate, o pelo de diversos mamíferos e os olhos da maioria das pessoas. Além de ser utilizado para designar a madeira do castanheiro.
No modelo de cores CMYK usado na impressão ou pintura, o marrom é feito combinando vermelho, preto e amarelo, ou vermelho, amarelo, e azul.

## Castanho como cor dos olhos
A maioria da população mundial tem olhos escuros, variando de tons castanhos até pretos. Olhos castanhos claros estão presentes em muitas pessoas, mas numa menor extensão. A maior parte dos habitantes da África, Ásia, e das Américas têm olhos castanhos. Olhos castanhos também são encontrados na Europa, Oceania e América do Norte, apesar de que nos povos europeus, eles não sejam tão predominantes. Olhos castanhos sempre foram considerados dominantes entre os genes, mas estudos recentes mostram que nem sempre é verdade.

### Tons de Marrom
|      |       |       |      |                 |        |
| Bege | Caqui | Couro | Ocre | Marrom/Castanho | Rútilo |